# Gowron
Gowron, M'Rel fia szereplő a Star Trek című sci-fi eposz különböző sorozataiban. Robert O'Reilly színész alakítja. Star Trek-időszámítás szerint 2367-től 2375-ig Klingon Birodalom vezetője, mint kancellár.

## Élete
Születési ideje bizonytalan, neve először 2367-ben, K'mpec kancellár halálakor kerül elő, minthogy ő és Duras pályáznak a hamarosan megüresedő Kancellári tisztségre. K'mpec, mivel egyikükben sem bízik, ezért a föderációs Jean-Luc Picard kapitányt kéri fel, hogy halála után bíráskodjon a jelöltek felett, és derítse ki, ki okozta mérgezés általi halálát kettejük közül. 
Mivel az Enterprise vizsgálata azt deríti ki, hogy Duras a felelős, így eldőlni látszik Gowron győzelme, ám egy korábbi eset miatt Kahylaar nagykövet is nyomozni kezd Duras után, aminek a vége, hogy Duras megöli az asszonyt, ám Worf végül bosszút áll érte, és megöli Durast. Ezáltal Gowron kancellárrá választása elé, látszólag, semmi sem gördít akadályt.
Még ugyan ebben az évben Duras nővérei, Lursa és B'Etor igényt támasztanak Gowronnal szemben a Kancellár címre, és jelöltjüknek Duras törvénytelen fiát, Toralt teszik meg. Mivel Gowron nem enged, kitör a Klingon Polgárháború, melyben Gowron erői kezdetben súlyos veszteségeket szenvednek a romulánok által titokban támogatott Duras-csapatoktól. Nem sokkal később a Föderáció az Enterprise segítségével kideríti, hogy a romulánok beavatkoznak a háborúba, ezért, hogy semlegesítsék őket, érzékelő hálót állítanak fel a klingon-romulán határon, így a döntő csatában a Duras-nővérek vereséget szenvednek.
2369-ben úgy tűnt, valóra vált a jóslat, és valóban visszatért Kahless A Felejthetetlen, a Klingon Birodalom alapítója és első császára. Gowron, hatalmát féltve kétségbe vonta Kahless "hitelességét", és a vizsgálat végül őt igazolta, miszerint a legendás harcos valójában csak egy klón az eredeti Khaless emlékeivel felruházva. Végül hogy elkerüljék egy újabb polgárháború kitörését, Gowron beleegyezett, hogy Kahless, mint császár, a Birodalom spirituális vezetője legyen, míg a tényleges hatalom Gowron és a Nagy Tanács kezében marad.
2370-ben Martok lett a katonai tanácsadója, de arról nem volt tudomása, hogy a tábornok helyét időközben egy Elcserélt vette át. Az ő kém-tevékenysége folytán sikerült elhitetni Gowronnal, hogy a civil kardasszaiai Detapa Tanács azért tudta magához ragadni a hatalmat Kardassziában, mert alakváltók férkőztek közéjük, és lepaktáltak a Domíniummal. Ennek eredménye volt, hogy Gowron támadást indított Kardasszia ellen, majd pedig háborúba keveredett a Föderációval 2372-ben, bár a kémet később sikerül leleplezni, az igazi Martokot pedig kiszabadítani a Domínium fogolytáborából.
Miután a klingon kardassziai háború miatt ismét a Hadvezetés irányította Kardassziát, és az csatlakozott a Domíniumhoz, Gowron beszüntette a harcot a Föderációval, békét kötve, és újra megerősítve a Khitomeri Egyezményt. Amikor kitör a háború a Domínum-Kardasszia és Föderáció-Klingon szövetségek között, Gowron magát állítja a klingon haderő élére, de pozícióját egyre inkább csak arra használja fel, hogy megalázza az egyre népszerűbb Martok tábornokot. Féltékenysége egyre nagyobb veszteségeket okoz a klingon flottának, és a Chintokai vereség után, amikor a klingonok feladata lesz védelmezni a Föderációs-Romulán határokat is, szinte az egész háborút teszi kockára.
Mikor azt terjeszti elő 2375-ben, hogy indítsanak támadást a többszörösen megerősített Sappidien 5 ellen, Martok vezetésével, Worf tiltakozik, és megvádolja a Kancellárt, hogy csak önös érdekeit tartja szem előtt, mert fél Martoktól. A vita vége, hogy Worf és Gowron bath'let párbajt vívnak, amiben Worf végül megöli Gowront. Ám az automatikusan reá szálló Kancellári tisztséget inkább átruházza Martokra.